# Charles Irving Beale
Charles Irving Beale ist ein US-amerikanischer Schauspieler, Filmproduzent, Filmregisseur und Drehbuchautor.

## Leben
Von 2007 bis 2008 besuchte Beale das Northwestern Michigan College. Danach studierte er von 2008 bis 2011 an der Grand Valley State University Kommunikation und Medienwissenschaft. Er debütierte 2010 im Kurzfilm Business Expenses als Filmschauspieler und war im selben Jahr in der größeren Rolle des Hank Vanee im Spielfilm Der Weihnachtshase und im Kurzfilm To Each His Own. 2011 hatte er unter anderen eine größere Rolle im Spielfilm Lost in the Future inne. 2012 übernahm er unter anderen die Rolle des Ben in Golden Winter – Wir suchen ein Zuhause. 2015 hatte er eine Episodenrolle in der Fernsehserie Grey’s Anatomy inne. In den folgenden Jahren spielte er überwiegend in Kurzfilmproduktionen, war aber 2017 im Spielfilm Englishman in L.A: The Movie als Winston Perkins zu sehen.
Seit 2011 ist Beale auch als Filmschaffender, vor allem für Kurzfilme, tätig, wofür er Aufgaben als Produzent, Regisseur und Drehbuchautor übernimmt. 2020 erschien sein Film Souvenirs, 2023 folgte der Spielfilm Better Half.

## Filmografie (Auswahl)

### Schauspiel
- 2010: Business Expenses (Kurzfilm)
- 2010: Der Weihnachtshase (The Christmas Bunny)
- 2010: To Each His Own (Kurzfilm)
- 2011: Horizontal Accidents (Kurzfilm)
- 2011: Lost in the Future
- 2011: Burnt Out (Kurzfilm)
- 2012: Elves & Fishes (Kurzfilm)
- 2012: Golden Winter – Wir suchen ein Zuhause (Golden Winter)
- 2012: The Nightcrawlers: A Story About a Family
- 2014: Talion
- 2015: Grey’s Anatomy (Fernsehserie, Episode 11x16)
- 2015: Code (Kurzfilm)
- 2015: The One Night Stand with Rob Corddry (Kurzfilm)
- 2015: Darling (Kurzfilm; Sprechrolle)
- 2016: Actors Anonymous (Kurzfilm)
- 2017: Englishman in L.A: The Movie
- 2018: Ex-Bros (Fernsehserie)

### Filmschaffender
- 2011: The Goat-en Rule (Kurzfilm; Produktion, Regie)
- 2011: Misery Business (Kurzfilm; Produktion, Regie)
- 2011: Burnt Out (Kurzfilm; Produktion, Regie)
- 2012: Fishing Lights (Kurzfilm; Produktion, Drehbuch)
- 2015: Code (Kurzfilm; Produktion, Regie, Drehbuch)
- 2015: Darling (Kurzfilm; Produktion, Regie, Drehbuch)
- 2016: Actors Anonymous (Kurzfilm; Produktion, Regie, Drehbuch)
- 2017: A Millennial Love Story (Kurzfilm; Regie)
- 2018: Abeyance (Kurzfilm; Produktion, Regie, Drehbuch)
- 2018: My First Time (Kurzfilm; Produktion)
- 2020: Demystified (Miniserie; Produktion)
- 2020: Souvenirs (Produktion)
- 2020: Hacking Health (Miniserie, 5 Episoden; Produktion)
- 2021: Cell Tale Heart (Kurzfilm; Produktion)
- 2023: Better Half (Produktion)